# Tapinotorquis
Tapinotorquis là một chi nhện trong họ Linyphiidae.